# دافنيون (لاكونيا)
دافنيون (Δάφνιον) هي مدينة في لاكونيا في مقاطعة كينتريكي إلادا في اليونان.
يبلغ عدد سكانها حوالي 843   نسمة.